# Onitis humerosus
Onitis humerosus es una especie de escarabajo del género Onitis, familia Scarabaeidae. Fue descrita científicamente por Pallas en 1771.
Nativa de la región paleártica. Habita en Albania, Armenia, Georgia, Kazajistán, Rusia, Turquía, Irán, Afganistán, Pakistán, Chipre, Israel, Jordania, Kirguistán, Líbano, Siria, Tayikistán, Turkmenistán, Uzbekistán, China (Sinkiang) e India.

## Descripción
Puede alcanzar una longitud de 12,5 a 18,5 milímetros (0,49 a 0,73 pulgadas). El cuerpo es ovalado y convexo. El pronoto está densamente punzado. Puede ser de color verde metálico brillante, cobrizo, azul índigo o violeta, mientras que los élitros son de color amarillo brillante, finamente estriados, con líneas longitudinales, verdes o azules. Los lados del metaesternón son muy peludos.